# 泰國手語
泰國手語（Thai Sign Language，縮寫為TSL）或稱為現代標準泰國手語（Modern Standard Thai Sign Language，縮寫為MSTSL），是泰國聾人社群的通用手語，在泰國大部分地區被預估有5.6萬名聾人（約佔20%）在學校使用。 
泰國手語與美國手語（American Sign Language，縮寫為ASL）有關，並同屬一個語系。 這層關聯是起因於20世紀50年代，當時美國培訓的泰國教育工作者在將美國手語引入泰國聾校，並與至少兩種本土手語，老曼谷手語及清邁手語，發生語言接觸並進一步克里奧爾化。這些原始手語的發源地可能是在市鎮和城區，因為在這些地方聾人社群有較多的機會可以相互交流。這些過去的手語現在被認為是瀕危語言，只有年長的使用者記得，而不再用於日常對話。這些較早的變體可能與越南和寮國手語有關。
在1999年8月，由泰國教育部長代表皇家泰國政府簽署的決議中，泰國手語被確立為「泰國聾人的國家語言」。與許多手語一樣，泰國手語的傳承方式主要見於父母為聾人的家庭和聾人學校中。有關聾人兒童的語言教學和文化融入的豐富過程在泰國住宿式聾人學校中多有文件和照片紀錄。 
在泰國還存在其他即將消亡的手語，例如班科手語（Ban Khor Sign Language）。

## 延伸閱讀
- Nonaka, Angela M. (2004). The forgotten endangered languages: Lessons on the importance of remembering from Thailand's Ban Khor Sign Language. In: Language in Society 33:5 (2004) pp. 737–768
- Suwanarat, M., C. Reilly, O. Wrigley, A. Ratanasint, and L. Anderson (1986). The Thai Sign Language dictionary. Bangkok: National Association of the Deaf in Thailand.
- Suwanarat, M., O. Wrigley, and L. Anderson.(1990). The Thai Sign Language dictionary, Revised and expanded ed. Bangkok: National Association of the Deaf in Thailand.
- Wallace, Cassie. 2019. "Spatial Relations along the In-On Continuum in Thai Sign Language." Journal of the Southeast Asian Linguistics Society 12.1:163-178. Online access

## 外部連結
- Survey report of Thai sign languages  （页面存档备份，存于）